# Buchtel, Ohio
Buchtel, Ohio (енгл. Buchtel) град је у америчкој савезној држави Охајо.

## Демографија
По попису из 2010. године број становника је 558, што је 16 (-2,8%) становника мање него 2000. године.
| Група             | 2000.       | 2010.       |
| Белци             | 549 (95,6%) | 540 (96,8%) |
| Афроамериканци    | 3 (0,5%)    | 6 (1,1%)    |
| Азијати           | 1 (0,2%)    | 0 (0,0%)    |
| Хиспаноамериканци | 8 (1,4%)    | 6 (1,1%)    |
| Укупно            | 574         | 558         |